# Hr.Ms. Dreg IV
De Dreg IV is een wat ze bij de Koninklijke Marine noemden "klein vaartuig", waar eigenlijk weinig gegevens van overgebleven zijn. Het is een schip uit de serie van vier schepen, de Dreg I, II, III en IV, die werden ingezet om gegevens te verzamelen voor het maken van zeekaarten. Voornamelijk het inmeten van de zeebodem. Het was daarom van oorsprong een schip van de Dienst der Hydrografie. 
Bij het maken van zeekaarten is het van belang de waterdieptes te meten, opnemingen, van een strook zeebodem of torn. Al deze dieptes werden later op een kaart uitgezet, waarbij de punten met dezelfde diepte verbonden werden, een diepteprofiel. Het probleem is dan, dat niet zeker is of tussen de stroken of tornen een  zandbank of wrak ligt. Daarom werden deze niet gemeten stukken afgedregd, zodat veel zekerder wordt dat schepen met een bepaalde diepgang daar veilig konden passeren.
Dit afdreggen gebeurde met twee dregboten die een onder water op een bepaalde diepte hangende lijn tussen zich in hadden. Deze lijn hing aan tonnen, waarop met een liertje de diepte ingesteld kon worden. Bleef de lijn ergens achter haken, dan moest die plek nader onderzocht worden.
De Dreg III en IV werden in eerste instantie ingezet voor het in kaart brengen van wrakken op de Noordzee en op de Schelde, toegevoegd aan de Rijksopnemingsvaartuigen Hr.Ms. Hydrograaf en later de Hr.Ms. Zeefakkel vanuit Den Helder. Nadat de Dreg IV een poos op reserve had gelegen werd het schip uitgerust met elektronische dieptemeetapparatuur en een DECCA systeem om de positie te bepalen. Met een KH-dieptemeter en een dregtuig is gewerkt voor de kust en op de Zeeuwse wateren, later ook op de Waddenzee. De Dreg III en IV hebben in 1953 ook nog een rol gespeeld bij de evacuatie van slachtoffers van de watersnoodramp in Zeeland. De Dreg IV heeft samen met de Hydrograaf een tijd gewerkt vanuit de Berghaven, Hoek van Holland.
Het grijze schip werd geel geschilderd toen een deel van het werk door Rijkswaterstaat overgenomen werd. De schepen verouderden, maar met een aantal aanpassingen werd het leven van de schepen gerekt. De boot is eigenlijk altijd ingezet geweest voor hydrografisch werk tot 1974. In 1970 werden de Dreg I, II en III afgestoten. De Dreg IV was de enig overgebleven Dregboot en heeft samen met de Zeefakkel en de tonnenleggers Zaandam en Terschelling nog een aantal jaren voor de Hydrografische dienst opnamewerk uitgevoerd in Zeeland en op de Waddenzee. Eind ‘74 werd dit beëindigd, de boot werd overgedragen aan de CMM Rijnmond, de regio Rotterdam van de marine. De scheepsnaam veranderde in 'Communicatie Vaartuig Rijnmond', code Y8620. De boot lag toen bij de Rotterdamsche Droogdok Maatschappij, afgemeerd bij de onderzeebootdienst van de marine en het logementschip Hr. Ms. Cornelis Drebbel. Taak was personeelsvervoer tussen de werven RDM en Wilton Feijenoord en allerlei hand-en-spandiensten. Omdat er op een gegeven moment na de periode bij de RDM geen werk meer was voerde de marine in 1986 de boot af.
De Dreg IV werd in 1987 geschonken aan de Stichting Onderwaterschatten Zeeland in Vlissingen, waar het als duikersvaartuig dienst ging doen. Daarna waren er diverse particuliere eigenaren. In 2007 kwam het vaartuig in Groningen terecht waar het tot in 2023 gerestaureerd werd naar de oorspronkelijk staat van dregschip.